# The Image Of You
The Image of You foi a música interpretada por Anjeza Shahini, a primeira representante da Albânia no Festival Eurovisão da Canção, em 2004. A música ficou em 4º lugar na semi-final, e em 7º na final.
Como a Albânia não participou na edição anterior, teve que passar pela semi-final, onde foi a décima-terceira canção a ser interpretada, a seguir a canção da Lituânia "What's Happened To Your Love" e antes da canção do Chipre "Stronger Every Minute". Terminou a competição em 4.º lugar com 167 pontos, conseguindo passar à final.
Na final foi a nona canção a ser interpretada na noite do festival, a seguir à canção da Alemanha "Can't Wait Until Tonight" e antes da canção da Ucrânia "Wild Dances". Terminou a competição em 7.º lugar (entre 24 participantes), tendo recebido um total de 106 pontos.